# Orthiopteris minor
Orthiopteris minor là một loài thực vật có mạch trong họ Dennstaedtiaceae. Loài này được (Hook.) Copel. miêu tả khoa học đầu tiên năm 1947.